# Első Magyar Részvényserfőzde Rt.
Az Első Magyar Részvényserfőzde Rt. egy budapesti söripari vállalat volt Budapest X. kerületi Dreher Antal út mentén.

## Története
Az Első Magyar Részvényserfőzde Rt. 1867-ben építette fel sörgyárát a mai Dreher Antal út – későbbi Kőbányai Király Serfőzde Rt. területen – Maláta utca közötti telkeken. 
A gyár napjainkban is működik a Dreher Sörgyárak Zrt. keretén belül.
A telepnek korábban iparvágány kapcsolata volt Kőbánya felső vasútállomás felé, azonban ezt később elbontották. Ebből a belső iparvágányból vezetett át délre, az eredeti Dreher Sörgyár felé egy másik iparvágány a mai Albert Camus utca mentén, amely már szintén nem látható.
A gyár főépületét Hültl Dezső tervezte 1913 körül, az építést Pucher István vezette.

## Korabeli térképábrázolások
- 1895-ös térkép
- 1903-as térkép
- 1908-as térkép
- 1912-es térkép
- 1937-es térkép

## Képtár

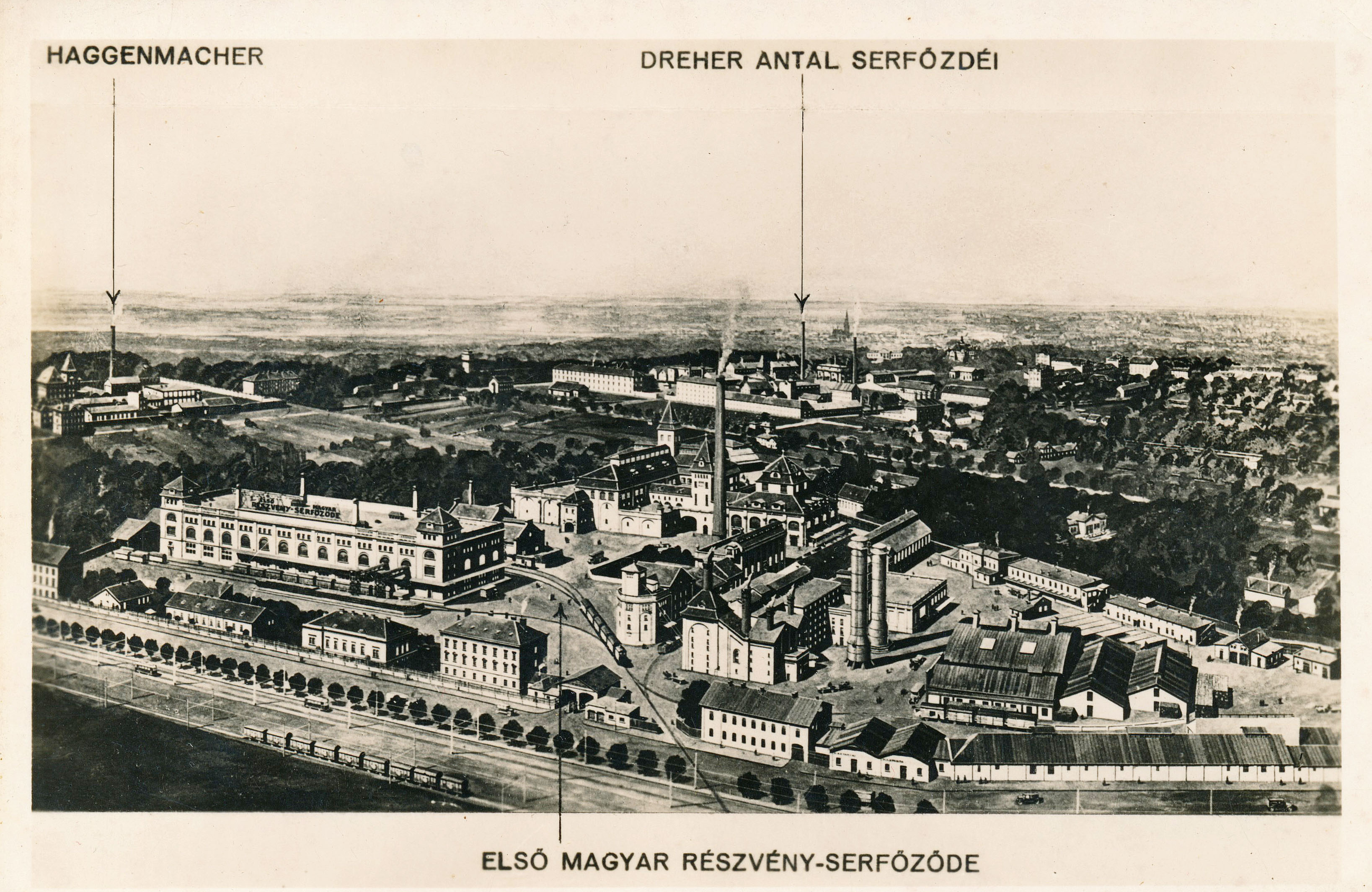
A kőbányai sörfőzdék látképe még az egyesítések előtt
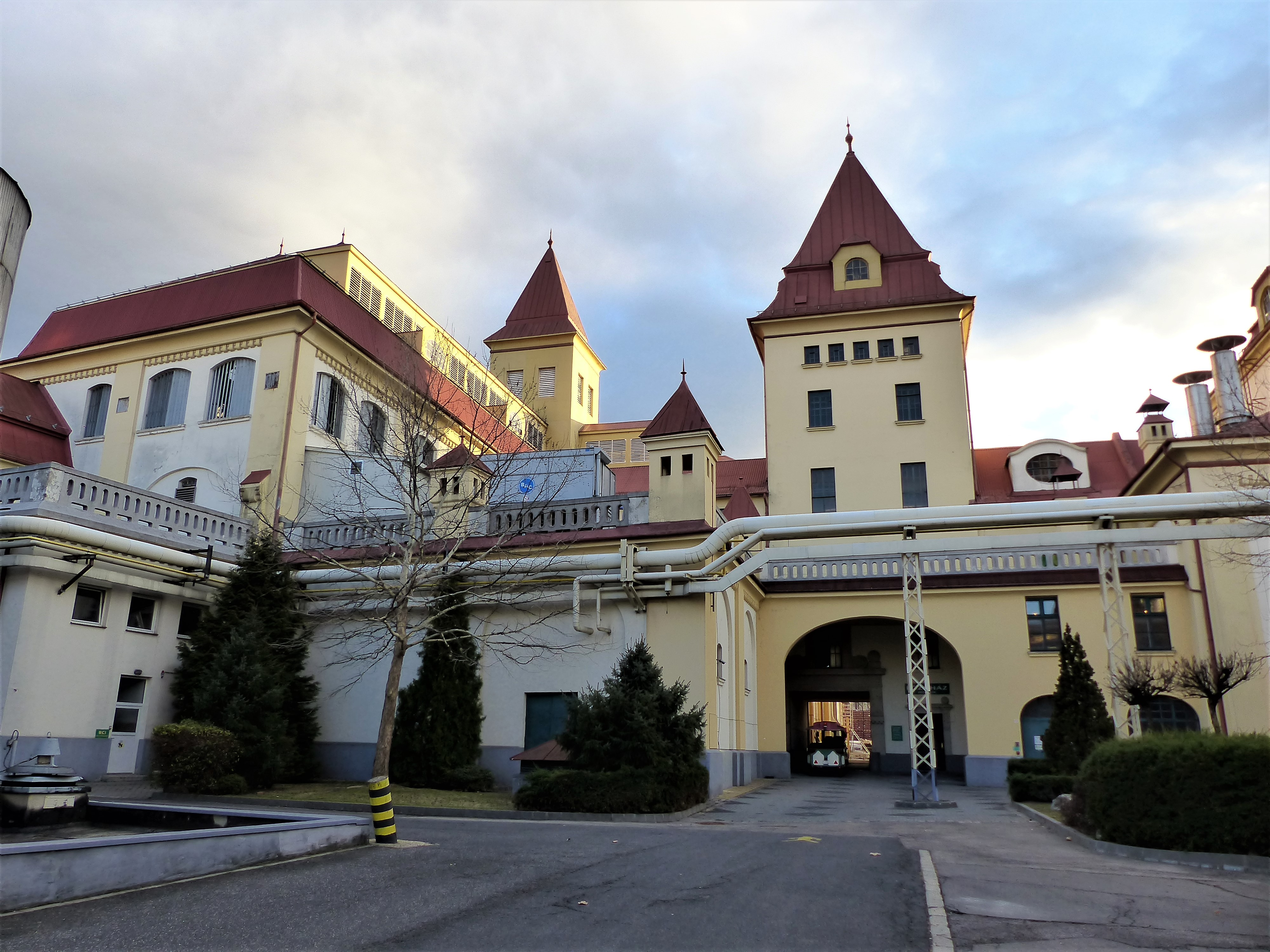
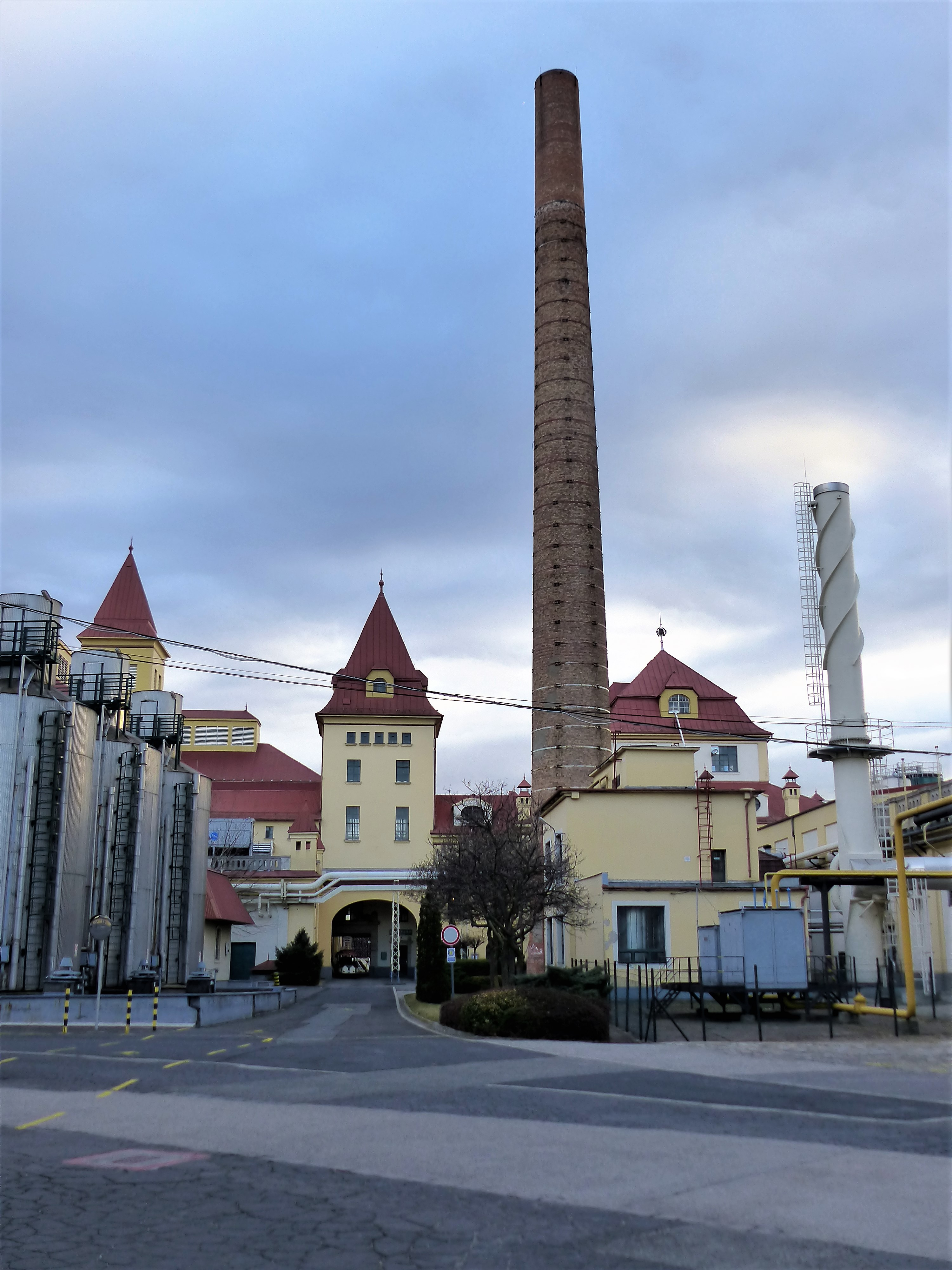
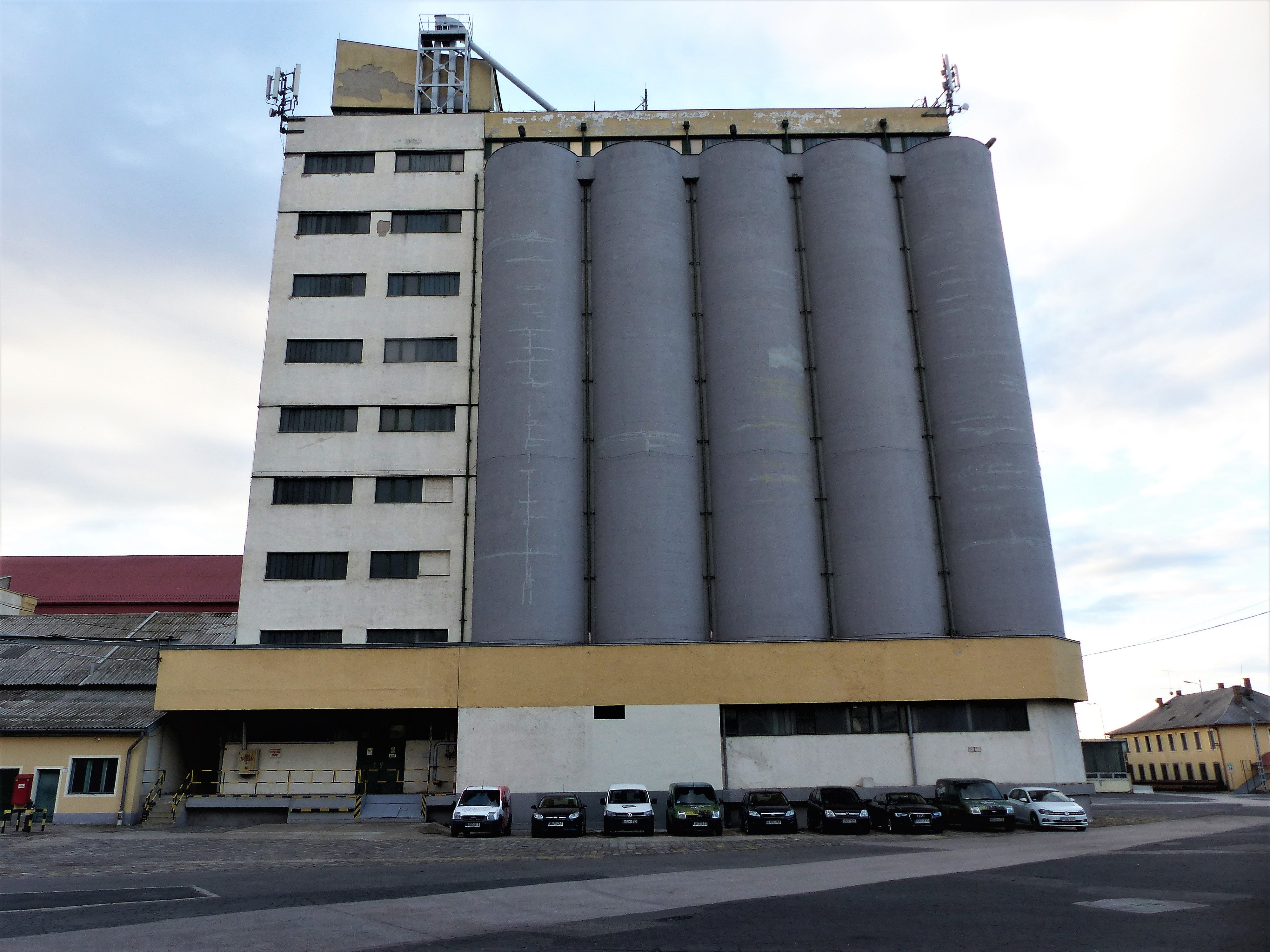
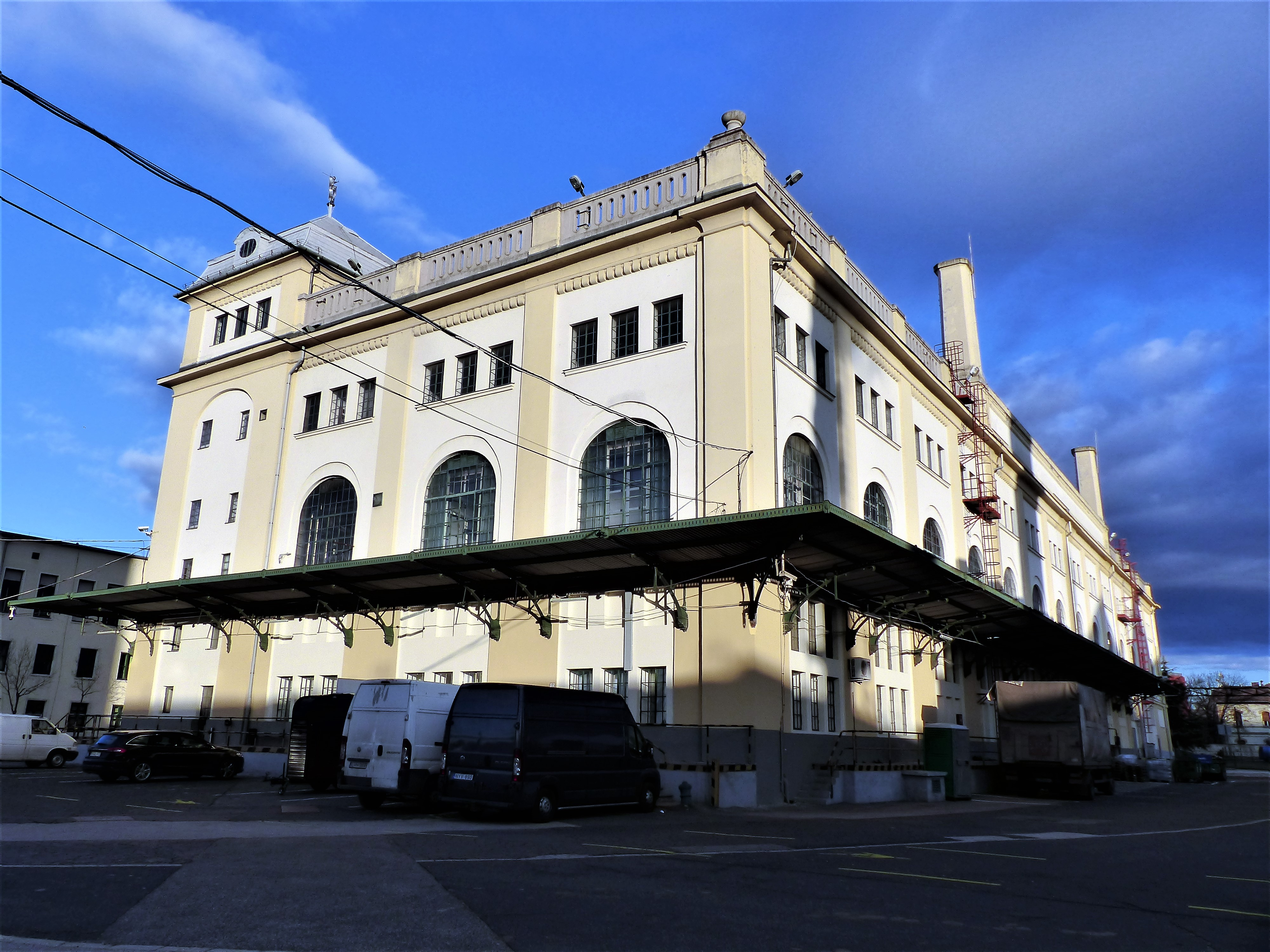
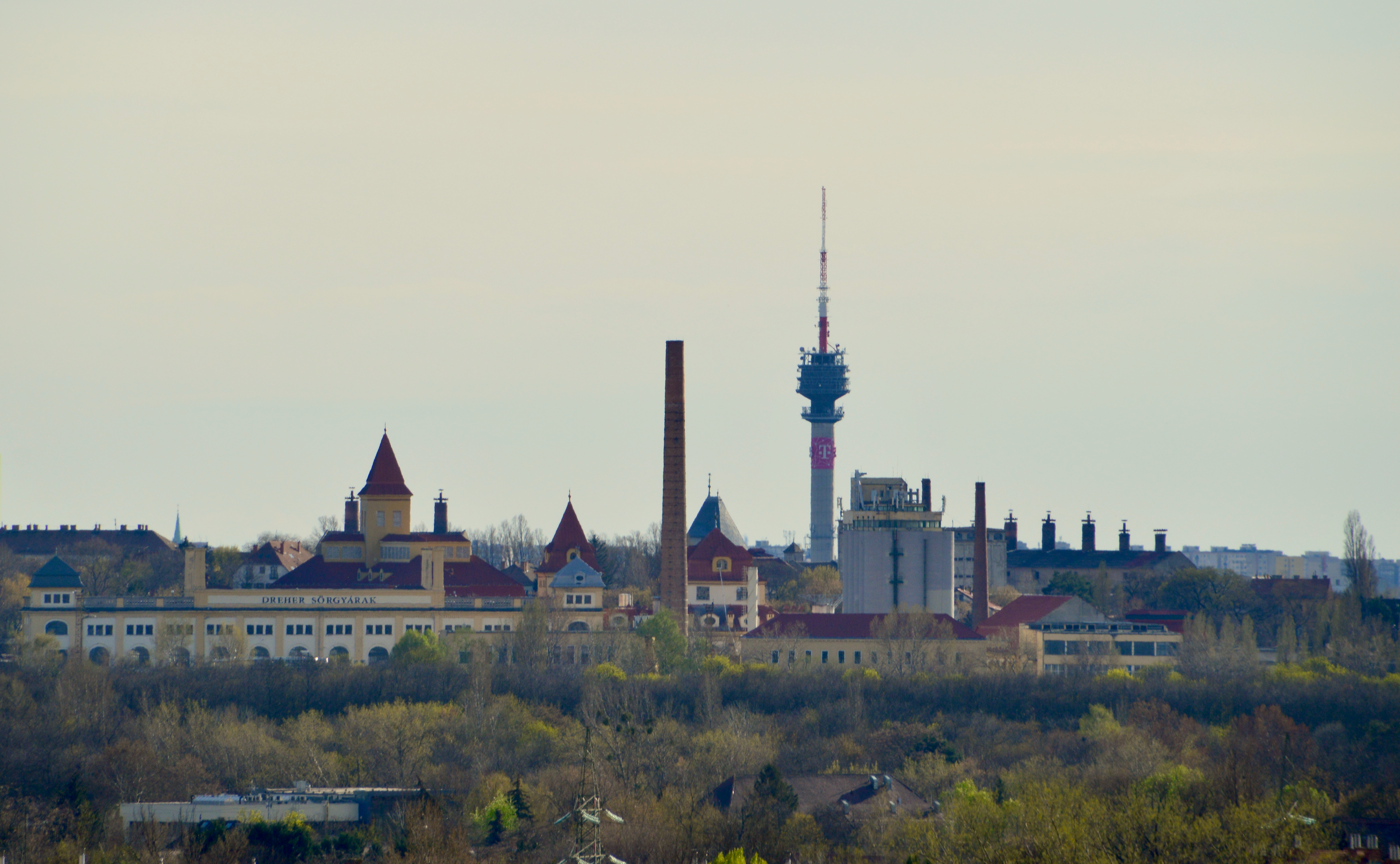
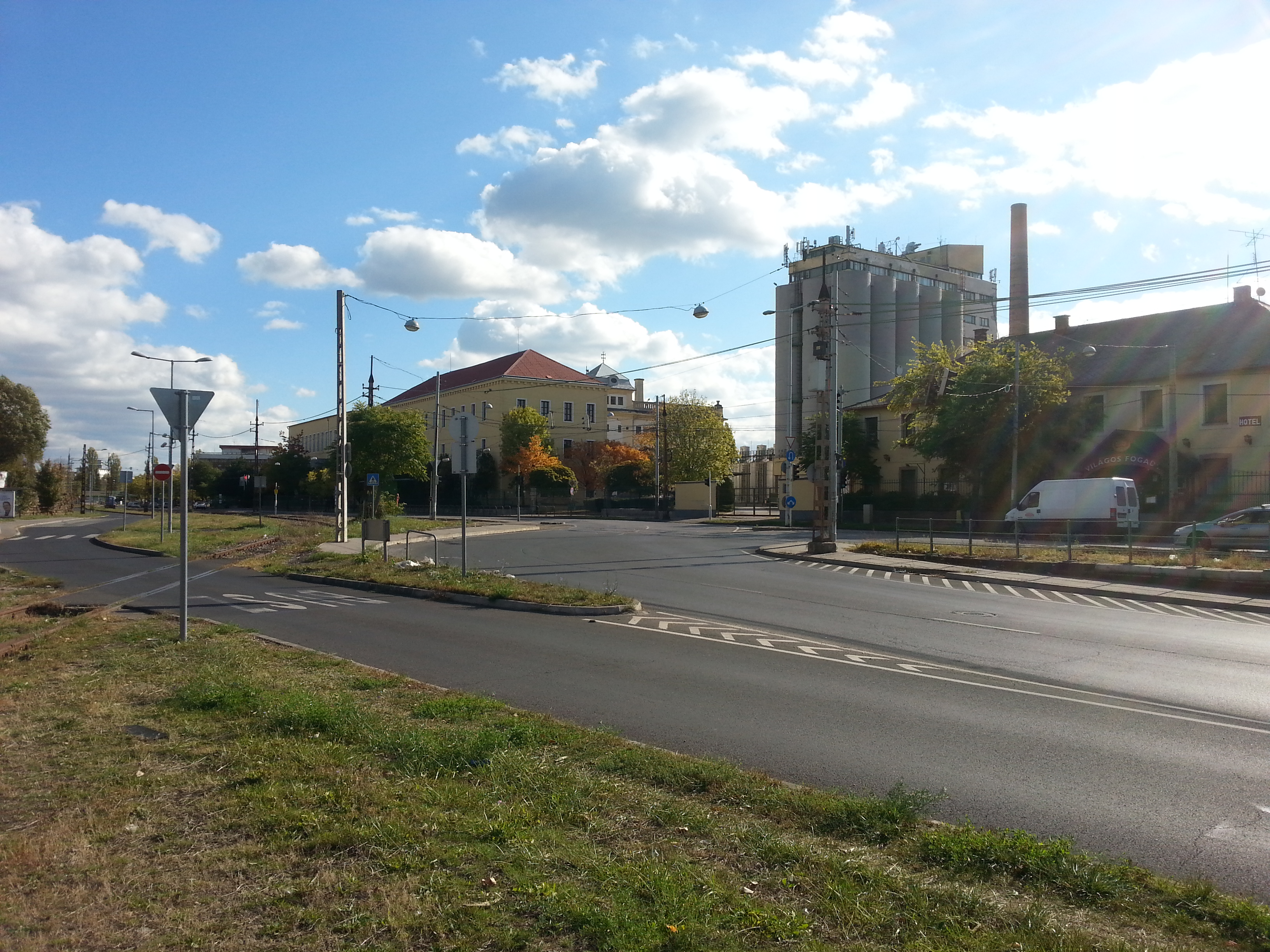
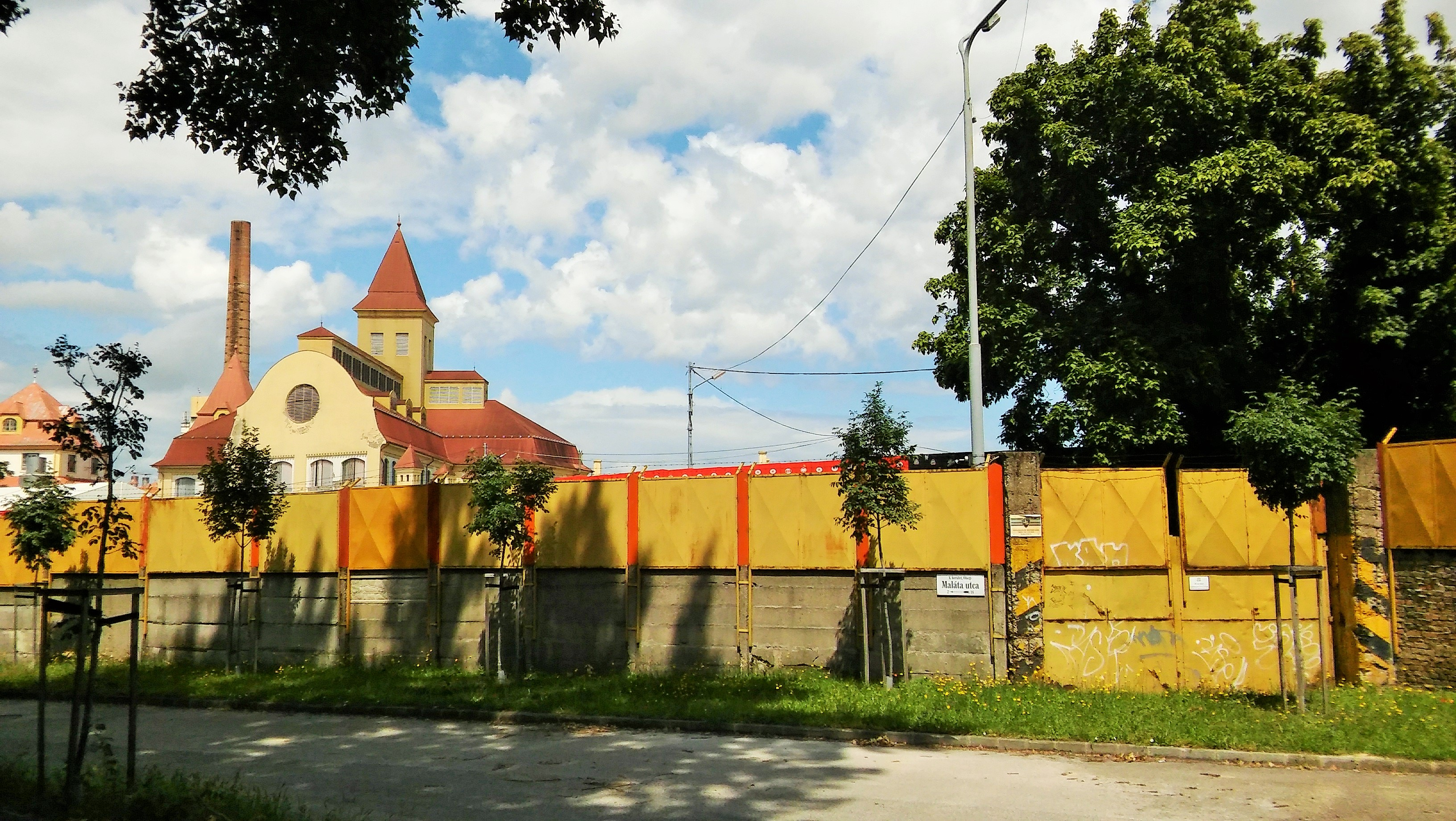